# (31767) Jennimartin
(31767) Jennimartin est un astéroïde de la ceinture principale.

## Description
(31767) Jennimartin est un astéroïde de la ceinture principale. Il fut découvert le 13 mai 1999 à Socorro (Nouveau-Mexique) par le projet LINEAR. Il présente une orbite caractérisée par un demi-grand axe de 2,54 UA, une excentricité de 0,18 et une inclinaison de 5,9° par rapport à l'écliptique.

## Compléments